# Liberální aliance nezávislých občanů
Liberální aliance nezávislých občanů (zkratka LANO) je česká sociálně liberální politická strana založená aktivistou Šimonem Hlinovským. Strana kandidovala do evropského parlamentu v roce 2024.

## Ideologie
Mezi některé cíle strany patří:
- Podpora evropské integrace
- Zasazení víc žen do politiky
- Prosazení volebního práva od 15 let
- Zastavení těžby uhlí, provozování uhelných elektráren a jejich nahrazení obnovitelnými zdroji
- Ochraňování přírody a atmosféry
- Posílení boje proti pašerákům ilegálních migrantů, terorismu a agentům Ruské federace
- Spolupracování se spojenci v NATO
- Vznik společné evropské armády
- Podpora Ukrajiny a jejího přijeí do EU a NATO
- Prosazování připojení Kaliningradské oblasti k Česku po skončení války
- Schválení homosexuálních manželství
- Usilování o rovnost práv bez ohledu na sexuální orientaci, národnost či náboženství

## Výsledky voleb

### Evropský parlament
| Rok  | Počet hlasů | %    | Mandáty | Zdroj |
| ---- | ----------- | ---- | ------- | ----- |
| 2024 | 6 541       | 0,22 | 0       | [ 4 ] |